# Domaine nordique du haut Forez
Le domaine nordique du haut Forez se situe dans la Loire à 1 heure de Saint-Étienne, Roanne et Clermont-Ferrand. Le départ est situé au col de la Loge ou au col du Béal.

## Le domaine
Le site dispose de 119 kilomètres de pistes balisées qui évoluent entre 1 253 et 1 428 mètres d'altitude entre forêts et clairières, sur les crêtes des monts du Forez. Les pistes sont situées sur les communes de Chalmazel-Jeansagnière, La Chamba, La Chambonie et Saint-Jean-la-Vêtre. Elles sont prévues pour le pas alternatif et le skating.
Au départ du col de la Loge, le domaine propose une boucle verte de 1,5 kilomètre, une bleue de 5 kilomètres, une rouge de 9 kilomètres et trois noires de 12, 15 et 17 kilomètres. Le départ du col du Béal offre une boucle verte de 3 kilomètres, une bleue de 6 kilomètres, une rouge de 9 kilomètres et une noire de 17 kilomètres.
Le col de la Loge dispose également de 25,5 kilomètres de pistes de raquettes balisées se répartissant sur 4 itinéraires de 4 à 11 kilomètres. Le col du Béal propose quant à lui trois pistes (4, 6 et 8 kilomètres).

## Infrastructures touristiques
La station du col de la Loge dispose, au départ des pistes, d'un chalet d'accueil avec bar-restaurant, et hébergement de groupe d'une capacité de 50 lits touristiques. Un second bâtiment abrite un magasin de location de matériel et une salle hors-sac. Le site nordique emploie un salarié à l’année et 7 à 8 saisonniers.

### Sources
1. 1 2 3 4 5  « Plan des pistes », sur Station du col de la Loge (consulté le 19 mars 2012)
2. 1 2  « Domaine nordique du col de la loge », sur Commune de Jeansagnière (consulté le 15 septembre 2010)